# Nota fiscal

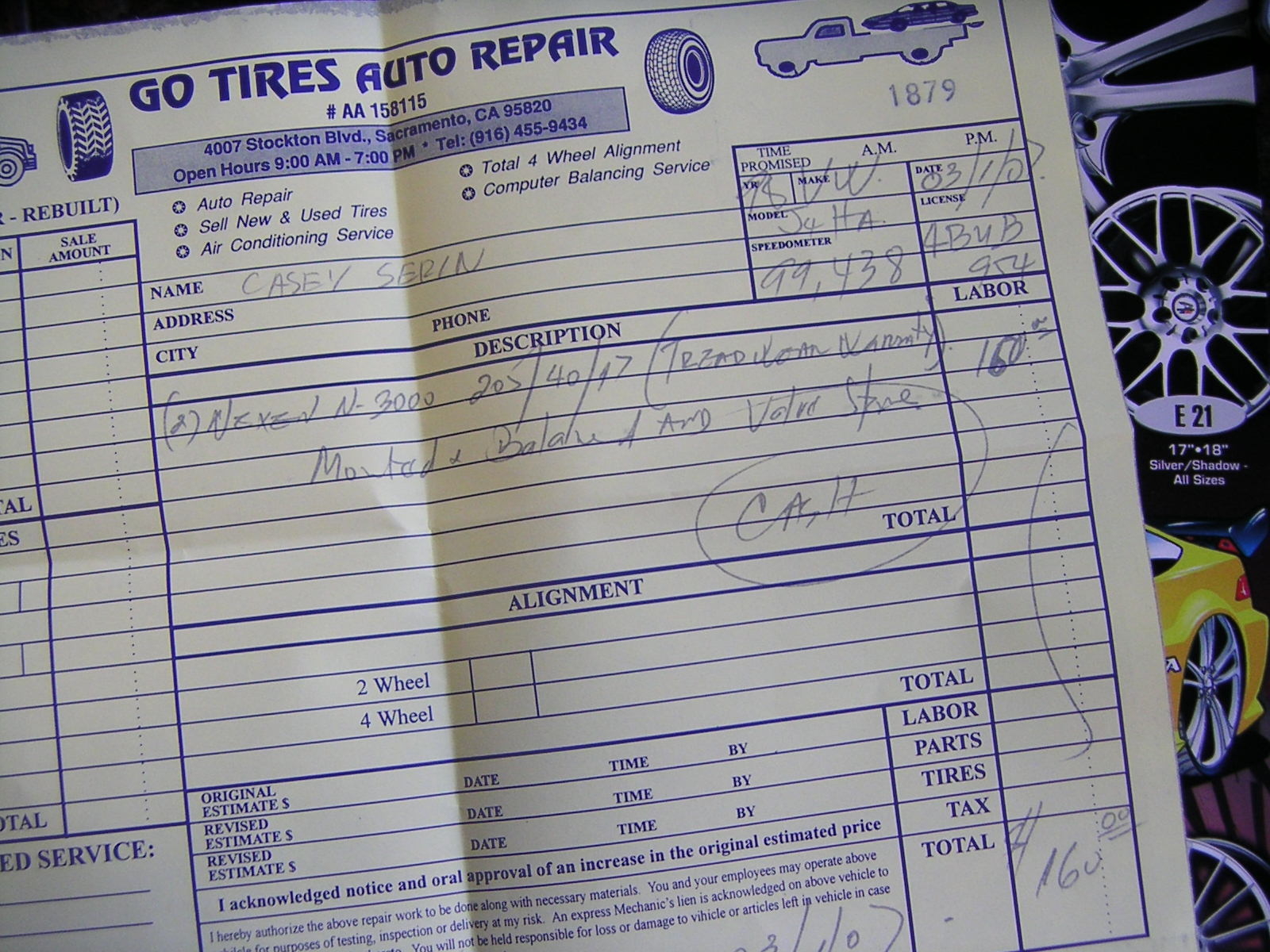
Uma nota fiscal manual.

A nota fiscal é um documento fiscal que tem por finalidade o registro de uma transferência de propriedade sobre um bem ou uma atividade comercial prestada por uma empresa a uma pessoa física ou outra empresa. Nas situações em que a nota fiscal registra transferência de valor monetário entre as partes, a nota fiscal também destina-se ao recolhimento de impostos e a não utilização caracteriza sonegação fiscal. Entretanto, as notas fiscais podem também ser utilizadas em contextos mais amplos como na regularização de doações, transporte de bens, empréstimos de bens, ou prestação de serviços sem benefício financeiro à empresa emissora. Uma nota fiscal também pode cancelar a validade de outra nota fiscal, como por exemplo na devolução de produtos industrializados, outros cancelamentos ou cancelamento de contratos de serviços  e produtos.

## Nota Fiscal Eletrônica

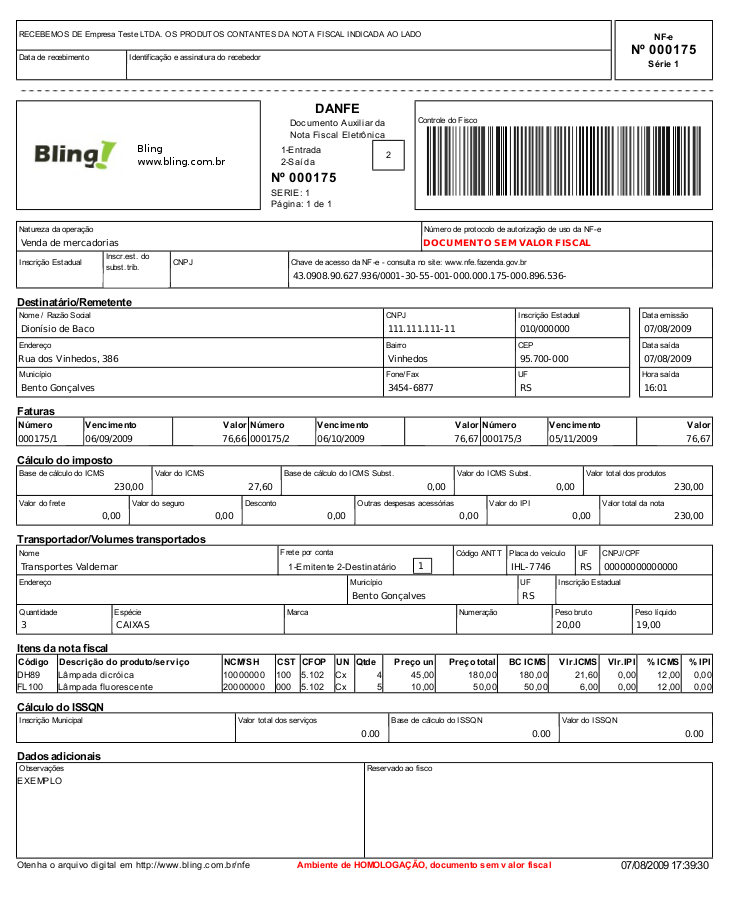
Exemplo de um nota fiscal eletrônica, o Documento Auxiliar da Nota Fiscal Eletrônica (DANFE)

A nota fiscal eletrônica (NF-e) é o documento de existência digital, emitido e armazenado eletronicamente, com o intuito de documentar, para fins fiscais, circulação de mercadorias ou uma prestação de serviços, ocorrida entre as partes, e cuja validade jurídica é garantida pela assinatura digital do remetente (garantia de autoria e de integridade) e pela recepção, pela Administração Tributária, do documento eletrônico, antes da ocorrência do fato gerador.
O Projeto NF-e tem, como objetivo, a implantação de um modelo brasileiro de documento fiscal eletrônico que venha substituir a sistemática atual de emissão do documento fiscal em papel, com validade jurídica, pela assinatura digital do remetente, simplificando as obrigações acessórias dos contribuintes e permitindo, ao mesmo tempo, o acompanhamento em tempo real das operações comerciais pelo Fisco.
A implantação da NF-e constitui grande avanço para facilitar a vida do contribuinte e as atividades de fiscalização sobre operações e prestações tributadas pelo Imposto sobre Circulação de Mercadorias e Serviços (ICMS) e pelo Imposto sobre Produtos Industrializados (IPI). Num momento inicial, a NF-e será emitida apenas por grandes contribuintes e substituirá os modelos Notas Fiscais em papel, tipo 1 e 1A.

#### Arquivo XML de Nota Fiscal
A nota fiscal eletrônica é um arquivo digital, constituído na linguagem de programação XML (Extensible Markup Language), e este formato assegura a validade jurídica do documento. O arquivo XML emitido ou recebido deve ser armazenado, conforme AJUSTE SINIEF 07/05:
"Cláusula décima: O emitente deverá manter a NF-e em arquivo digital, sob sua guarda e responsabilidade, pelo prazo estabelecido na legislação tributária, mesmo que fora da empresa, devendo ser disponibilizado para a Administração Tributária quando solicitado."
Para ter acesso ao arquivo XML de nota fiscal direto pela Secretaria da Fazenda (SEFAZ), é necessário possuir a chave de acesso de 44 dígitos, presente no Documento Auxiliar da Nota Fiscal Eletrônica (DANFE), que não possui validade jurídica. Não é necessário fazer a guarda do DANFE impresso por parte das empresas ou pessoas jurídicas contribuintes do ICMS, pois o documento com validade fiscal é o arquivo XML.

### Como o Microempreendedor Individual Emite a Nota Fiscal
O MEI poderá solicitar, às Secretarias de Fazenda estaduais ou municipais, a emissão de nota fiscal avulsa e/ou nota fiscal avulsa eletrônica, sempre que necessário, caso não tenha autorizado a emissão dos talões próprios de notas fiscais.